# ツゲモドキ科
ツゲモドキ科（ツゲモドキか、学名：Putranjivaceae）は、双子葉植物の科で、APG植物分類体系で採用される。従来の分類ではトウダイグサ科コミカンソウ亜科ツゲモドキ連（一部の種を除く）とされていたが、トウダイグサ科やコミカンソウ科とは系統が異なるとされ分離された。
4属200種ほどが世界の熱帯に広く分布する。日本には南西諸島のツゲモドキと小笠原諸島のハツバキの2種がある。常緑木本で、花は雌雄別、花弁はない。またカラシ油配糖体を含む（アブラナ目以外では例外的な性質である）。